# Memoria anual
Una memoria anual (también denominado informe anual) es un informe con las actividades llevadas a cabo por una organización durante un año completo. A menudo se usan para dar información a los accionistas, colaboradores, clientes, miembros u otras personas relacionadas con la entidad, y recoge tanto la información de actividades como la información financiera. Se considera literatura gris. La mayoría de jurisdicciones requieren que organizaciones como asociaciones, empresas o fundaciones preparen y publiquen informes anuales, incorporándose al archivo o registro de la organización. Las empresas cuyas acciones son listadas públicamente a menudo tienen que hacer informes similares con intervalos más cortos, trimestrales, por ejemplo.

## Historia
Se considera que la memoria anual publicada por U.S. Steel en 1903 y certificada por Price, WaterHouse & Co es la primera memoria anual moderna.